# متحف جاكومو دوريا المدني للتاريخ الطبيعي

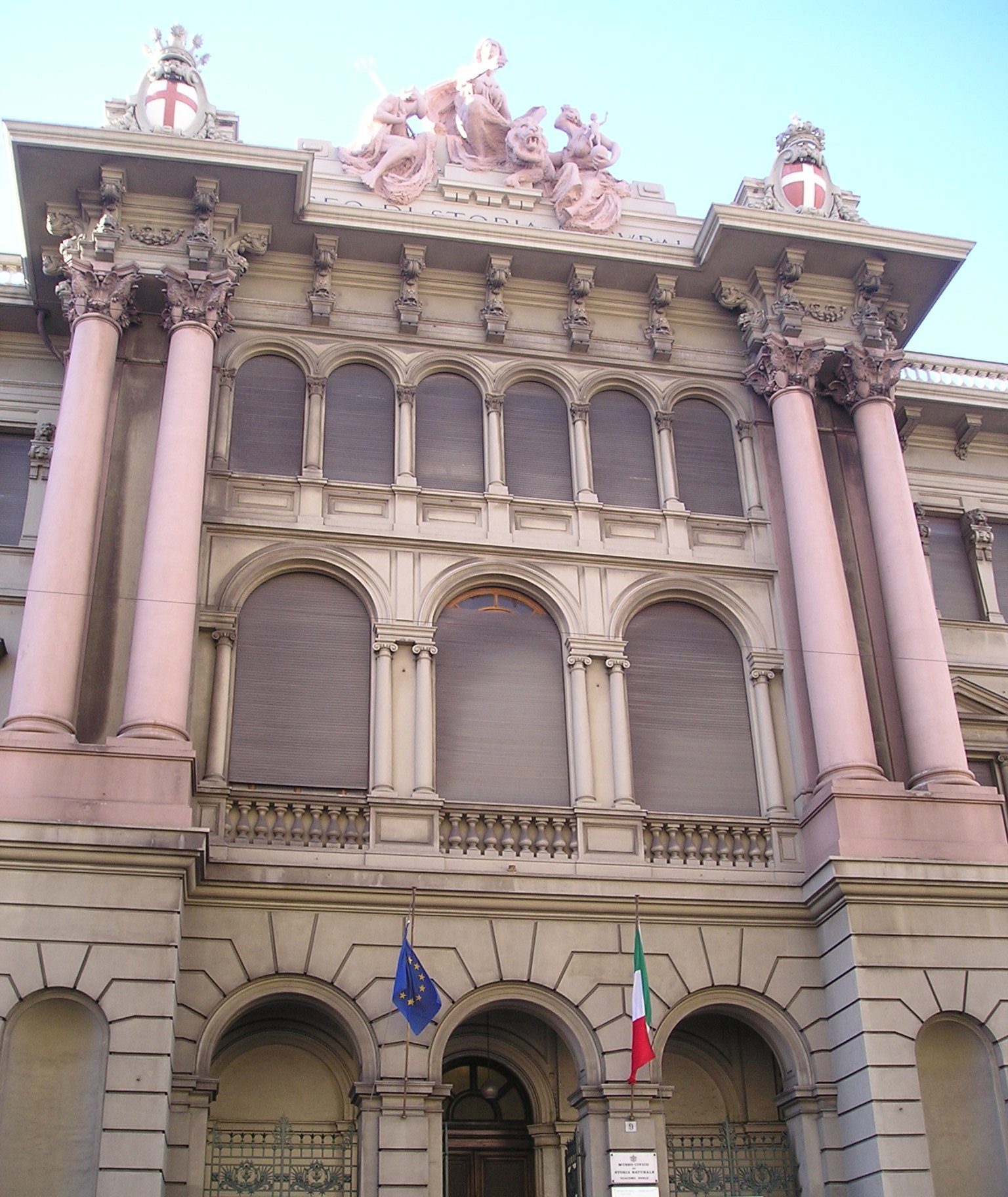
مدخل المتحف.

متحف جاكومو دوريا المدني للتاريخ الطبيعي (بالإيطالية: Museo Civico di Storia Naturale Giacomo Doria) هو متحف للتاريخ الطبيعي يقع في مدينة جنوة بشمال إيطاليا. يرجع تاريخ تأسيسه إلى عام 1867. سمي المتحف نسبة إلى عالم الطبيعة الإيطالي جاكومو دوريا (1840-1913) الذي أسسه وظل قائمًا عليه لأكثر من أربعين عامًا.
يحوي المتحف أكثر من أربعة ملايين عينة من جميع أنحاء العالم. كذلك يحتوي على عدة مجموعات حيوانية ونباتية وجيولوجية. تشمل المجموعات الهامة تلك العائدة لكل من إدواردو بيكاري وأرتورو إيسيل ولويجي دالبيرتس وليوناردو فيا وأوراتسيو أنتينوري ولامبيرتو لوريا. يعد المتحف المقر الرئيسي لجمعية علم الحشرات الإيطالية منذ عام 1922.

## وصلات خارجية
- الموقع الرسمي (بالإيطالية)